# Chezelles (Indre)
Chezelles è un comune francese di 432 abitanti situato nel dipartimento dell'Indre nella regione del Centro-Valle della Loira.

## Società

### Evoluzione demografica
Abitanti censiti